# Svensköp
Svensköp/Kilhult är en bebyggelse i Hörby kommun. Den omfattar bebyggelse i de två intilliggande byarna Svensköp (i norr) och Kilhult (alternativt Killhult, den nuvarande kyrkbyn) i söder. Bebyggelsen har av SCB till 2023 varit en avgränsad och till Kilhult och Svensköp namnsatt småort. Vid avgränsningen 2023 klassades området som en tätort, av SCB preliminärt namnsatt till Svensköps kyrka.

## Kilhult
Kilhult är sedan 1864 kyrkby i Svensköps socken med Svensköps kyrka, Svensköps konfektyr och livsmedelsbutik. Skolan som finns här heter Kilhults skola.
I juni 2010 skickade Lantmäteriet meddelandet "Redovisning av namnet Killhult på de allmänna kartorna"  till Trafikverket Region Syd. I januari 2013 byttes vägskyltar ut, så att det från att tidigare ha stått "Svensköp", numera står "Killhult" på skyltar som pekar mot kyrkbyn.
Brydestuan ligger i Kilhult. I en brydestua eldade man för att torka det rötade linet (se linberedning). När linet var torrt skulle det bråkas så att veden lossnade runt lintrådarna.
Ola Ols bygdemuseum ligger cirka 500 meter väster om Kilhult och är ett museum med bruksföremål från trakten. Det drivs på privat initiativ.

## Svensköp
Byn Svensköp ligger cirka två kilometer norr om Kilhult och var före 1864 kyrkby i Svensköps socken. Byn utgörs av en mindre bykärna och där finns även Svensköps kyrkoruin och Svensköps gamla småskola, som drogs in 1 juli 1955.
Under 1940-talet byggdes ett friluftsbad i utkanten av Svensköps by på vägen mot Sätaröd. Badet stängdes när Svensköp 1969 uppgick i Hörby kommun. Vid 25-metersbassängen fanns en nöjesplats där det bland annat hölls årliga blomsterfester. Kristianstadfödda sångerskan Ann-Louise Hanson uppträdde som tonåring vid Svensköps friluftsbad liksom OS-guldmedaljören Arne Borg.

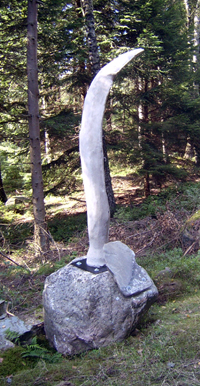
Minnesmärke i Svensköp på platsen där ett engelskt bombplan havererade 30 augusti 1944

30 augusti 1944 klockan 00.20 havererade ett engelskt Avro Lancaster i Svensköp. Planet var ett av de bombplanen som störtat i södra Sverige under den stora flygnatten. Vid nedslaget explodera en medföljande bomb. Piloten, en 23-årig engelsman, räddade sig i fallskärm. Fem ur besättningen omkom efter försök att rädda sig med fallskärm över havet vid Åhus. Den sjunde besättningsmannen var död redan innan planet kolliderade med marken. Explosionen orsakade en 10 x 10 meter stor och 3 meter djup krater. Söndagen 29 augusti 2007 invigdes minnesmärket vilket tillverkats av Kjell-Åke Espersson. Det är en exakt kopia av ett av flygplanets propellerblad vilken slungades iväg cirka 600 meter och träffade Svensköps småskola.

## Befolkningsutveckling
| År   | Folkmängd |
| ---- | --------- |
| 2015 | 155       |
| 2010 | 179       |
| 2005 | 185       |
| 2000 | 156       |
| 1995 | 175       |